# 臺南市文化資產
臺南市文化資產是位於臺南市（包含原省轄台南市及原臺南縣）的各級古蹟與歷史建築。原臺南市可以說是臺灣的歷史名城，從1624年荷西時期建城至今已有將近四百年的歷史，自17世紀作為臺灣全島首府長達200餘年。在歷經了荷治、明鄭、清朝與日治等時期的交織之後，每個時代都或多或少留下了一些建築與文化物件。使台南成為文化資產最多的縣市。
原臺南市周圍的地區，在清代臺南成為臺灣府城之後，先後成為臺灣縣、安平縣等行政區，最後成為臺南縣，而在2010年12月25日，臺南縣市合併升格為直轄市，使這兩個區域從此合而為一。國家級文化資產的登錄、監督與補助由文化部文化資產局負責，市級文化資產的登錄與相關業務由臺南市文化資產管理處負責。

## 有形文化資產

### 古蹟

#### 國定古蹟
| 名稱                                                                                              | 照片 | 種類     | 創建年代 | 公告日期       | 地址                                     | 備註                             | 參考                   |
| ------------------------------------------------------------------------------------------------- | ---- | -------- | -------- | -------------- | ---------------------------------------- | -------------------------------- | ---------------------- |
| 臺灣城遺跡（熱蘭遮城）                                                                            |      | 城郭     | 1624年   | 1983年12月28日 | 安平區國勝路82號                         |                                  | （页面存档备份，存于） |
| 億載金城（二鯤鯓砲臺）                                                                            |      | 關塞     | 1874年   | 1983年12月28日 | 安平區光州路3號                          |                                  | （页面存档备份，存于） |
| 五妃廟                                                                                            |      | 寺廟     | 1683年   | 1983年12月28日 | 中西區五妃街201號                        |                                  | （页面存档备份，存于） |
| 赤崁樓（普羅民遮城）                                                                              |      | 衙署     | 1653年   | 1983年12月28日 | 中西區民族路二段212號                    |                                  | （页面存档备份，存于） |
| 祀典武廟                                                                                          |      | 寺廟     | 1665年   | 1983年12月28日 | 中西區永福路二段229號                    |                                  | （页面存档备份，存于） |
| 大天后宮（寧靖王府邸）                                                                            |      | 寺廟     | 1664年   | 1985年8月19日  | 中西區永福路二段227巷18號                | 創建年代為明寧靖王宅邸落成之年   | （页面存档备份，存于） |
| 臺南孔子廟（全臺首學）                                                                            |      | 寺廟     | 1665年   | 1983年12月28日 | 中西區南門路2號                          |                                  | （页面存档备份，存于） |
| 四草砲臺（鎮海城）                                                                                |      | 關塞     | 1840年   | 1985年8月19日  | 安南區大眾路381號                        |                                  | （页面存档备份，存于） |
| 臺南三山國王廟                                                                                    |      | 寺廟     | 1742年   | 1985年8月19日  | 北區西門路三段100號                      |                                  | （页面存档备份，存于） |
| 開元寺                                                                                            |      | 寺廟     | 1690年   | 1985年8月19日  | 北區北園街89號                           |                                  | （页面存档备份，存于） |
| 北極殿                                                                                            |      | 寺廟     | 1671年   | 1985年8月19日  | 中西區民權路二段89號                     |                                  | （页面存档备份，存于） |
| 南鯤鯓代天府                                                                                      |      | 寺廟     | 1822年   | 1985年11月27日 | 北門區鯤江里蚵寮468號                    |                                  | （页面存档备份，存于） |
| 開基天后宮                                                                                        |      | 寺廟     | 1662年   | 1985年11月27日 | 北區自強街12號                           |                                  | （页面存档备份，存于） |
| 臺灣府城城門及城垣殘跡─（兌悅門、大東門、大南門、小東門段殘蹟、南門段殘蹟、東門段殘蹟、巽方砲台） | \|   | 城郭     | 1835年   | 2020年12月27日 |                                          |                                  | （页面存档备份，存于） |
| 臺灣府城隍廟                                                                                      |      | 寺廟     | 1669年   | 1985年11月27日 | 中西區青年路133號                        |                                  | （页面存档备份，存于） |
| 原臺南地方法院                                                                                    |      | 衙署     | 1912年   | 1991年4月19日  | 中西區府前路一段307號                    | 現為司法博物館                   | （页面存档备份，存于） |
| 台南火車站                                                                                        |      | 公共建築 | 1936年   | 1998年12月18日 | 東區北門路二段4號                        |                                  | （页面存档备份，存于） |
| 原日軍步兵第二聯隊營舍 （兵舍與本部）                                                             |      | 公共建築 | 1912年   | 2003年11月10日 | 東區大學路1號 （國立成功大學光復校區內） | 成功大學舊文學院、大成館、禮賢樓 | （页面存档备份，存于） |
| 原臺南州廳                                                                                        |      | 公共建築 | 1916年   | 2003年11月10日 | 中西湯德章大道1號                        | 現為國立臺灣文學館               | （页面存档备份，存于） |
| 原臺南測候所                                                                                      |      | 公共建築 | 1898年   | 2003年11月10日 | 中西區公園路21號                         |                                  | （页面存档备份，存于） |
| 熱蘭遮城城垣暨城內建築遺構                                                                        |      | 城郭     | 1624年   | 2004年10月7日  | 安平區古堡段18筆地號上                   |                                  | （页面存档备份，存于） |
| 原臺南水道                                                                                        |      | 產業設施 | 1912年   | 2005年9月29日  | 山上區山上里16號                         | 未全部開放                       | （页面存档备份，存于） |

#### 直轄市定古蹟
| 名稱                                               | 照片 | 種類         | 創建年代           | 公告日期       | 地址 | 備註 | 參考                   |
| -------------------------------------------------- | ---- | ------------ | ------------------ | -------------- | --- | --- | ---------------------- |
| 學甲慈濟宮                                         |      | 寺廟         | 1701年             | 1985年8月19日  | 學甲區慈生里濟生路170號                                                                                                | | （页面存档备份，存于） |
| 妙壽宮                                             |      | 寺廟         | 1755年             | 1985年8月19日  | 安平區古堡街1號 | | （页面存档备份，存于） |
| 安平小砲臺                                         |      | 關塞         | 1733年             | 1985年8月19日  | 安平區湖內二街與安平路口                                                                                               | . | （页面存档备份，存于） |
| 藩府二鄭公子墓                                     |      | 墓葬         | 1661年             | 1985年8月19日  | 南區竹溪里桶盤淺段墓地 （南山公墓內）                                                                                  | | （页面存档备份，存于） |
| 藩府曾蔡二姬墓                                     |      | 墓葬         | 1661年             | 1985年8月19日  | 南區竹溪里桶盤淺段墓地 （南山公墓內）                                                                                  | | （页面存档备份，存于） |
| 蕭氏節孝坊                                         |      | 牌坊         | 1800年             | 1985年8月19日  | 中西區府前路一段304巷3號                                                                                               | | （页面存档备份，存于） |
| 接官亭                                             |      | 牌坊         | 1777年             | 1985年8月19日  | 中西區民權路三段143巷7號前 （風神廟前）                                                                                | | （页面存档备份，存于） |
| 開基靈祐宮                                         |      | 寺廟         | 1671年             | 1985年8月19日  | 中西區民族路二段208巷31號                                                                                              | | （页面存档备份，存于） |
| 臺南法華寺                                         |      | 寺廟         | 1684年             | 1985年8月19日  | 中西區法華街100號 | | （页面存档备份，存于） |
| 鄭氏家廟                                           |      | 寺廟         | 1663年             | 1985年11月19日 | 中西區忠義路二段36號                                                                                                   | | （页面存档备份，存于） |
| 白河大仙寺                                         |      | 寺廟         | 1701年             | 1985年11月27日 | 白河區仙草里岩前1號 | | （页面存档备份，存于） |
| 佳里金唐殿                                         |      | 寺廟         | 1698年             | 1985年11月27日 | 佳里區中山路289號 | | （页面存档备份，存于） |
| 佳里震興宮                                         |      | 寺廟         | 1868年             | 1985年11月27日 | 佳里區佳興里 | | （页面存档备份，存于） |
| 原德商東興洋行                                     |      | 洋行         | 1868年             | 1985年11月27日 | 安平區西門里安北路233巷3號                                                                                             | | （页面存档备份，存于） |
| 原英商德記洋行 （台灣開拓史料蠟像館）              |      | 洋行         | 1867年             | 1985年11月27日 | 安平區海興里古堡街108號                                                                                                | | （页面存档备份，存于） |
| 延平街古井                                         |      | 古井         | 1851年             | 1985年11月27日 | 安平區古堡街53巷口 | | （页面存档备份，存于） |
| 海山館                                             |      | 寺廟         | 1684年             | 1985年11月27日 | 安平區效忠街52巷7號 | | （页面存档备份，存于） |
| 西華堂                                             |      | 寺廟         | 1750年             | 1985年11月27日 | 北區北忠街92號 | | （页面存档备份，存于） |
| 臺南興濟宮                                         |      | 寺廟         | 1647年             | 1985年11月27日 | 北區成功路86號 | | （页面存档备份，存于） |
| 大觀音亭                                           |      | 寺廟         | 1678年             | 1985年11月27日 | 北區成功路86號 | | （页面存档备份，存于） |
| 烏鬼井                                             |      | 古井         | 1653年             | 1985年11月27日 | 北區自強街146巷10號 | | （页面存档备份，存于） |
| 重道崇文坊                                         |      | 牌坊         | 1815年             | 1985年11月27日 | 北區公園路356號（臺南公園內）                                                                                          | | （页面存档备份，存于） |
| 曾振暘墓                                           |      | 墓葬         | 1642年             | 1985年11月27日 | 南區竹溪里桶盤淺段墓地（南山公墓內）                                                                                   | | （页面存档备份，存于） |
| 水仙宮                                             |      | 寺廟         | 1703年             | 1985年11月27日 | 中西區神農街1號 | | （页面存档备份，存于） |
| 風神廟                                             |      | 寺廟         | 1739年             | 1985年11月27日 | 中西區民權路三段143巷8號                                                                                               | | （页面存档备份，存于） |
| 臺南景福祠                                         |      | 寺廟         | 1750年             | 1985年11月27日 | 中西區普濟街44號 （永樂市場內）                                                                                        | | （页面存档备份，存于） |
| 臺南東嶽殿                                         |      | 寺廟         | 1673年             | 1985年11月27日 | 中西區民權路一段110號                                                                                                  | | （页面存档备份，存于） |
| 總趕宮                                             |      | 寺廟         | 1664年－1681年間   | 1985年11月27日 | 中西區中正路131巷13號                                                                                                  | | （页面存档备份，存于） |
| 臺南德化堂                                         |      | 祠堂         | 1834年             | 1985年11月27日 | 中西區府前路一段178號                                                                                                  | | （页面存档备份，存于） |
| 萬福庵照牆                                         |      | 寺廟         | 1647年             | 1985年11月27日 | 中西區民族路二段317巷5號                                                                                               | | （页面存档备份，存于） |
| 開基武廟原正殿                                     |      | 寺廟         | 1647年             | 1985年11月27日 | 中西區新美街114號 | | （页面存档备份，存于） |
| 陳德聚堂                                           |      | 寺廟         | 1664年             | 1985年11月27日 | 中西區永福路二段152巷20號                                                                                              | | （页面存档备份，存于） |
| 臺灣首廟天壇                                       |      | 寺廟         | 1854年             | 1985年11月27日 | 中西區忠義路二段84巷16號                                                                                               | | （页面存档备份，存于） |
| 擇賢堂                                             |      | 寺廟         | 1879年             | 1985年11月27日 | 中西區湯德章大道21巷15號                                                                                               | | （页面存档备份，存于） |
| 臺南報恩堂                                         |      | 寺廟         | 1861年             | 1985年11月27日 | 中西區忠義路二段38巷8號                                                                                                | | （页面存档备份，存于） |
| 全臺吳氏大宗祠                                     |      | 祠堂         | 1868年             | 1992年4月2日   | 中西區觀亭街52號 | | （页面存档备份，存于） |
| 善化慶安宮                                         |      | 寺廟         | 1701年             | 1997年4月2日   | 善化區東關里中山路470號                                                                                                | | （页面存档备份，存于） |
| 臺南石鼎美古宅                                     |      | 宅第         | 1843年             | 1997年4月2日   | 中西區西門路二段225巷4號                                                                                               | 私人住宅 | （页面存档备份，存于） |
| 關子嶺碧雲寺                                       |      | 寺廟         | 1808年             | 1998年2月13日  | 白河區仙草里火山1號 | | （页面存档备份，存于） |
| 鐵線橋通濟宮                                       |      | 寺廟         | 1692年             | 1998年2月13日  | 新營區五興里鐵線橋 | | （页面存档备份，存于） |
| 原臺南中學校講堂                                   |      | 公共建築     | 1918年             | 1998年6月26日  | 北區北門路二段125號 | 今屬國立臺南第二高級中學                                                                                                   | （页面存档备份，存于） |
| 原臺南縣知事官邸                                   |      | 公共建築     | 1900年             | 1998年6月26日  | 東區衛民街1號 | | （页面存档备份，存于） |
| 原臺南高等女學校本館                               |      | 公共建築     | 1919年             | 1998年6月26日  | 中西區大埔街97號 | 現為國立臺南女子高級中學                                                                                                   | （页面存档备份，存于） |
| 原臺南愛國婦人會館                                 |      | 公共建築     | 1920年             | 1998年6月26日  | 中西區府前路一段195、197號                                                                                             | | （页面存档备份，存于） |
| 原嘉南大圳組合事務所                               |      | 公共建築     | 1940年             | 1998年6月26日  | 中西區友愛街25號 | 現農業部農田水利署嘉南管理處                                                                                               | （页面存档备份，存于） |
| 原臺南警察署                                       |      | 公共建築     | 1931年             | 1998年6月26日  | 中西區南門路37號 | 現為臺南市美術館1館 | （页面存档备份，存于） |
| 原台南武德殿                                       |      | 公共建築     | 1936年             | 1998年6月26日  | 中西區忠義路二段2號 | 現為臺南市忠義國小禮堂 | （页面存档备份，存于） |
| 林百貨                                             |      | 公共建築     | 1932年             | 1998年6月26日  | 中西區忠義路二段63號                                                                                                   | | （页面存档备份，存于） |
| 原日本勸業銀行臺南支店                             |      | 公共建築     | 1937年             | 1998年6月26日  | 中西區湯德章大道28號                                                                                                   | 現為臺灣土地銀行台南分行                                                                                                   | （页面存档备份，存于） |
| 原臺南合同廳舍                                     |      | 公共建築     | 1938年             | 1998年6月26日  | 中西區湯德章大道2之1號                                                                                                 | | （页面存档备份，存于） |
| 原臺南公會堂                                       |      | 公共建築     | 1911年             | 1998年6月26日  | 中西區民權路二段30號                                                                                                   | | （页面存档备份，存于） |
| 新營太子宮                                         |      | 寺廟         | 1663年             | 1999年11月19號 | 新營區太北里45之2號 | | （页面存档备份，存于） |
| 麻豆總爺糖廠                                       |      | 產業設施     | 1911年             | 1999年11月19號 | 麻豆區南勢里總爺5號 | | （页面存档备份，存于） |
| 原臺南高等工業學校校舍 （本館、講堂、校舍）        |      | 公共建築     | 1933年             | 1999年11月19號 | 東區大學路1號（成功校區）                                                                                              | 現為國立成功大學博物館、格致堂、物理系館南棟                                                                               | （页面存档备份，存于） |
| 原台南州立第二中學校校舍本館暨講堂                 |      | 公共建築     | 1928年、1931年     | 1999年11月19號 | 東區民族路一段1號 | 現為臺南一中校舍 | （页面存档备份，存于） |
| 大井頭                                             |      | 古井         | 不明               | 1999年11月19號 | 中西區民權路二段30號                                                                                                   | | （页面存档备份，存于） |
| 原台南廳長官邸                                     |      | 公共建築     | 1898年－1906年左右 | 2001年7月16日  | 東區育樂街197巷2號 | 每周五、六、日 9：00-17：00 開放                                                                                           | （页面存档备份，存于） |
| 原臺南運河海關                                     |      | 公共建築     | 1926年－1945年     | 2001年7月16日  | 中西區民生路二段257號                                                                                                  | 公家機關 | （页面存档备份，存于） |
| 原臺南放送局 （原中廣電台）                        |      | 公共建築     | 1932年             | 2001年7月16日  | 中西區南門路38號 | | （页面存档备份，存于） |
| 保安車站                                           |      | 車站         | 1909年             | 2001年12月31日 | 仁德區保安里文賢路一段529巷10號                                                                                        | | （页面存档备份，存于） |
| 原台南長老教女學校本館暨講堂                       |      | 公共建築     | 1923年 1933年      | 2002年6月25日  | 東區長榮路二段135號 | 現為長榮女中 | （页面存档备份，存于） |
| 原台南長老教中學校講堂暨校長宿舍                   |      | 公共建築     | 1916年 1923年      | 2002年6月25日  | 東區林森路二段79號 | 現為長榮中學 | （页面存档备份，存于） |
| 原臺南神學校校舍暨禮拜堂                           |      | 公共建築     | 1903年；1957年     | 2002年6月25日  | 東區東門路一段117號 | 即為今台南神學院 | （页面存档备份，存于） |
| 原臺南師範學校本館                                 |      | 公共建築     | 1922年             | 2002年6月25日  | 中西區樹林街二段33號                                                                                                   | 現為國立臺南大學 | （页面存档备份，存于） |
| 月津港聚波亭                                       |      | 寺廟         | 1663年             | 2002年11月14日 | 鹽水區月港里武廟路7號                                                                                                  | | （页面存档备份，存于） |
| 原安順鹽田船溜暨專賣局臺南支局安平出張所安順鹽分室 |      | 工業遺址     | 1920年             | 2003年5月13日  | 安南區四草野生動物保護區安順鹽場內                                                                                     | | （页面存档备份，存于） |
| 原台南運河安平海關                                 |      | 公共建築     | 1926年前           | 2003年5月13日  | 安平區安平路97之15號                                                                                                   | 今為運河博物館 | （页面存档备份，存于） |
| 原安平港導流堤南堤                                 |      | 堤閘         | 1938年             | 2003年5月13日  | 安平區舊安平港海邊 | | （页面存档备份，存于） |
| 安平盧經堂厝                                       |      | 宅第         | 1898年             | 2003年5月13日  | 安平區安平路802號 | 私人住宅 | （页面存档备份，存于） |
| 安平海頭社魏宅                                     |      | 宅第         | 1930年             | 2003年5月13日  | 安平區安北路121巷16弄6號                                                                                               | 私人住宅 | （页面存档备份，存于） |
| 原台灣總督府專賣局台南支局安平分室                 |      | 建築物       | 1922年             | 2003年5月13日  | 安平區古堡街196號 | 現以「夕張出張所」之名成為安平景點之一                                                                                     | （页面存档备份，存于） |
| 安平市仔街何旺厝                                   |      | 宅第         | 1920年代           | 2003年5月13日  | 安平區延平街86號 | 預備整修 | （页面存档备份，存于） |
| 原台灣總督府專賣局台南支局台南出張所               |      | 公共建築     | 1901年             | 2003年5月13日  | 北區北門路二段10號 | 今臺南文化創意產業園區 | （页面存档备份，存于） |
| 原台南公園管理所                                   |      | 公共建築     | 1917年             | 2003年5月13日  | 北區公園路356號 （台南公園內）                                                                                         | | （页面存档备份，存于） |
| 王姓大宗祠                                         |      | 祠廟         | 1935年             | 2003年5月13日  | 北區佑民街41號 | | （页面存档备份，存于） |
| 原寶公學校本館                                     |      | 公共建築     | 1938年             | 2003年5月13日  | 北區西門路三段41號 | 今臺南市立人國小 | （页面存档备份，存于） |
| 原日軍步兵第二聯隊官舍群                           |      | 公共建築     | 1925年－1935年間   | 2003年5月13日  | 北區公園路321巷 | | （页面存档备份，存于） |
| 施瓊芳墓                                           |      | 墓葬         | 1877年             | 2003年5月13日  | 南區竹溪里桶盤淺段墓地 （南山公墓內）                                                                                  | | （页面存档备份，存于） |
| 原台灣總督府專賣局台南支局鹽埕分室                 |      | 公共建築     | 1912年             | 2003年5月13日  | 南區鹽埕路125號 | | （页面存档备份，存于） |
| 台灣糖業試驗所                                     |      | 公共建築     | 1933年             | 2003年5月13日  | 東區生產路54號 | | （页面存档备份，存于） |
| 原台南山林事務所                                   |      | 直轄市定古蹟 | 1925年-1945年間    | 2003年5月13日  | 中西區湯德章大道5巷1號                                                                                                 | | （页面存档备份，存于） |
| 廣安宮                                             |      | 公共建築     | 1723年             | 2003年5月13日  | 中西區新美街172號 | 舊建築閒置中 | （页面存档备份，存于） |
| 原廣陞樓                                           |      | 宅第         | 1920年代後期       | 2003年5月13日  | 中西區成功路285巷3號                                                                                                   | 私人住宅 | （页面存档备份，存于） |
| 西市場                                             |      | 公共建築     | 1920年             | 2003年5月13日  | 中西區西門路、中正路、正興街與國華街街廓內                                                                             | 修復中 | （页面存档备份，存于） |
| 原台南州青果同業組合香蕉倉庫                       |      | 公共建築     | 1930年             | 2003年5月13日  | 中西區西門路、中正路、正興街與國華街街廓內                                                                             | | （页面存档备份，存于） |
| 原日軍台南衛戍病院                                 |      | 公共建築     | 1917年             | 2003年6月18日  | 東區大學路1號（力行校區）                                                                                              | 現為國立成功大學台灣文學系系館                                                                                             | （页面存档备份，存于） |
| 原台灣府城東門段城垣殘蹟                           |      | 城郭         | 1788年             | 2003年9月22日  | 東區 - 東門路一段156巷23號南側 - 光華街225號對面                                                                       | | （页面存档备份，存于） |
| 原台南州立農事試驗場辦公廳舍                       |      | 公共建築     | 1923年             | 2004年2月6日   | 東區林森路一段350號 | 不開放 | （页面存档备份，存于） |
| 原台南神社事務所                                   |      | 公共建築     | 1935年-1937年      | 2004年3月7日   | 中西區永華里忠義路二段2號                                                                                              | 現為臺南市忠義國小圖書館                                                                                                   | （页面存档备份，存于） |
| 原台南州會                                         |      | 公共建築     | 1935年             | 2004年3月17日  | 中西區湯德章大道3號 | 現為台南市中西區圖書館暨二二八紀念館                                                                                       | （页面存档备份，存于） |
| 原台南州立農事試驗場宿舍群                         |      | 公共建築     | 1923年             | 2004年4月30日  | 東區 - 府東街21巷2號、14、16、18、20、23、25號 - 東門路二段158巷66、68、76、78號                                       | 整修中 | （页面存档备份，存于） |
| 原台南大正公園                                     |      | 歷史性圓環   | 1911年             | 2004年4月30日  | 中西區湯德章大道、中山、民生、公園、南門、開山、青年路交會處 （民生綠園）                                              | 現為湯德章紀念公園 | （页面存档备份，存于） |
| 水交社宿舍群暨文化景觀                             |      | 公共建築     | 1940年             | 2004年6月3日   | 南區興中街 | 整修中 | （页面存档备份，存于） |
| 菁寮金德興藥舖                                     |      | 宅第         | 1910年             | 2005年2月1日   | 後壁區菁寮里 | | （页面存档备份，存于） |
| 金華府                                             |      | 寺廟         | 1830年             | 2005年11月7日  | 中西區神農街71號 | | （页面存档备份，存于） |
| 安平蚵灰窯暨附屬建築                               |      | 產業建築     | 明代以前           | 2006年8月7日   | 安平區安北路110-1號 | | （页面存档备份，存于） |
| 後壁黃家古厝                                       |      | 宅第         | 1923年             | 2008年4月9日   | 後壁區後壁里40號 | 1926年完工 | （页面存档备份，存于） |
| 鹽水八角樓                                         |      | 宅第         | 1847年             | 2009年5月17日  | 鹽水區月港里中山路4巷1號                                                                                               | | （页面存档备份，存于） |
| 永康三崁店糖廠神社遺蹟                             |      | 神社         | 1930年             | 2009年5月27日  | 永康區仁愛街與三民街交界                                                                                               | | （页面存档备份，存于） |
| 原鹽水港製糖株式會社總社辦公室                     |      | 辦公室       | 1908年             | 2010年1月25日  | 新營區中興路31巷48號                                                                                                   | | （页面存档备份，存于） |
| 官田原三筊埤古水道遺構                             |      | 堤閘         |                    | 2010年12月10日 | 官田區烏山頭水庫內 | | （页面存档备份，存于） |
| 新化鍾家古厝                                       |      | 宅第         | 1885年             | 2013年4月25日  | 新化區中山路258巷3號                                                                                                   | | （页面存档备份，存于） |
| 嘉南大圳曾文溪渡槽橋                               |      | 橋樑         | 1929年             | 2014年5月21日  | 官田區臺1線曾文溪橋旁                                                                                                  | | （页面存档备份，存于） |
| 嘉南大圳官田溪渡槽橋                               |      | 橋樑         | 1922年             | 2014年5月21日  | 官田區臺1線官田溪橋東南方                                                                                              | | （页面存档备份，存于） |
| 嘉南大圳渡仔頭溪渡槽橋                             |      | 橋樑         | 1922年             | 2014年5月21日  | 官田區省道臺1線渡頭溪橋旁                                                                                              | | （页面存档备份，存于） |
| 原日本鐘淵曹達株式會社臺南工場宿舍群               |      | 宅第         | 日昭和年間         | 2014年11月17日 | 安南區1042(部分)、1054、1055、1073、1074、1075、1076、1079、1080、1081、1089-1、1101、1102、1103、1104、1115共16筆地號 | | （页面存档备份，存于） |
| 陳世興宅                                           |      | 宅第         | 清嘉慶年間         | 2015年3月9日   | 中西區民族路二段317巷46號                                                                                              | | （页面存档备份，存于） |
| 二層行溪舊鐵路橋                                   |      | 橋樑         | 1931年             | 2015年11月3日  | 臺南市仁德區跨高雄市湖內區二仁溪（舊稱二層行溪）上                                                                     | | （页面存档备份，存于） |
| 許嵩煙故居                                         |      | 宅第         | 1930年代           | 2017年7月26日  | 東區東門路二段95號 | 閒置中 | （页面存档备份，存于） |
| 麻豆林家三房祖厝                                   |      | 宅第         | 1858年             | 2018年12月28日 | 麻豆區三民路50號 | | （页面存档备份，存于） |
| 麻豆護濟宮                                         |      | 寺廟         | 1955年重建         | 2018年12月28日 | 麻豆區光復路106號 | 2009年5月11日曾公告為歷史建築                                                                                              | （页面存档备份，存于） |
| 原新營糖廠塑膠工廠辦公室                           |      | 產業         | 1948年             | 2018年12月28日 | 新營區新營糖廠 | | （页面存档备份，存于） |
| 原住吉秀松宅邸                                     |      | 宅第         | 1920年間           | 2020年8月11日  | 中西區青年路173號 | | （页面存档备份，存于） |
| 原臺南刑務所木造建築群                             |      | 其他設施     | 1920年間           | 2020年8月12日  | 中西區永福路一段233巷21、23、25、27、29、31、33、35、39、41、43、45、47、49、51、53、55號及和意路8、16、20、48、50號   | 將歷史建築「原臺南刑務所所長宿舍」跟直轄市定古蹟「原臺南刑務所官舍」、「原臺南刑務所合宿」、「原臺南刑務所要道館」整合而成 |                        |
| 清代道署遺構                                       |      | 衙署         | 康熙28年(1689)     | 2021年2月17日  | 中西區永福國小內 | | （页面存档备份，存于） |
| 麻豆大埕郭舉人宅                                   |      | 宅第         | 清治時期           | 2021年12月28日 | 麻豆區大埕里大埕9號 | | （页面存档备份，存于） |
| 嘉南大圳龜重溪渡槽橋                               |      | 橋樑         | 日治時期           | 2022年11月10日 | 柳營區龜重溪上方 | | （页面存档备份，存于） |
| 嘉南大圳急水溪渡槽橋                               |      | 橋樑         | 日治時期           | 2022年11月10日 | 急水溪上方（跨白河區、東山區）                                                                                         | | （页面存档备份，存于） |
| 赤崁東街陳宅                                       |      | 宅第         | 日治時期           | 2022年12月19日 | 中西區赤崁東街56號 | | （页面存档备份，存于） |
| 西港劉厝警察官吏派出所                             |      | 衙署         | 日治時期           | 2023年7月31日  | 西港區劉厝里劉厝63號                                                                                                   | | （页面存档备份，存于） |
| 嘉南大圳八掌溪渡槽橋                               |      | 橋樑         | 1926年             | 2024年2月15日  | 白河區 | 同時也是嘉義縣縣定古蹟 | （页面存档备份，存于） |

### 歷史建築
| 名稱                                       | 照片     | 種類              | 創建年代                        | 公告日期                              | 地址 | 備註                                                   | 參考                   |
| ------------------------------------------ | -------- | ----------------- | ------------------------------- | ------------------------------------- | --- | ------------------------------------------------------ | ---------------------- |
| 原南門尋常小學校舍                         |          | 其他              | 1919年                          | 2001年7月16日                         | 中西區府前路一段239號                                                                                     | 今為臺南市立建興國民中學                               | （页面存档备份，存于） |
| 原新化街役場                               |          | 衙署              | 1934年                          | 2002年11月18日                        | 新化區中正路500號                                                                                         |                                                        | （页面存档备份，存于） |
| 白河沈氏宗祠                               |          | 祠堂              | 1781年                          | 2003年1月22日                         | 白河區昇安里三間厝81號                                                                                    |                                                        | （页面存档备份，存于） |
| 菁寮國小木造禮堂、辦公室暨日治時期升旗台   |          | 其他              | 1951年                          | 2003年5月27日                         | 後壁區菁寮里菁寮282號                                                                                     |                                                        | （页面存档备份，存于） |
| 佳里北極玄天宮                             |          | 寺廟              | 1803年                          | 2003年5月27日                         | 佳里區鎮山里仁愛路300號                                                                                   |                                                        | （页面存档备份，存于） |
| 歸仁潁川家廟                               |          | 祠堂              | 1820年                          | 2003年5月27日                         | 歸仁區大廟里大廟一街28巷46號                                                                              |                                                        | （页面存档备份，存于） |
| 原花園尋常小學校本館                       |          | 其他              | 1923年                          | 2003年7月10日                         | 北區公園路180號                                                                                           | 今臺南市立公園國民小學                                 | （页面存档备份，存于） |
| 原新化尋常小學校御真影奉安殿               |          | 其他              | 1931年                          | 2004年4月8日                          | 新化區信義路142-1號                                                                                       | 原在新化國中內，現已遷移。其建築年代又有一說為1937年。 | （页面存档备份，存于） |
| 鹽水歡雅國小原大禮堂及時鐘座               |          | 其他              | 1956年                          | 2004年9月22日                         | 鹽水區歡雅里31號                                                                                          |                                                        | （页面存档备份，存于） |
| 後壁安溪國小原辦公廳及禮堂                 |          | 其他              | 1953年（辦公廳） 1955年（禮堂） | 2004年9月22日                         | 後壁區長安里5號                                                                                           |                                                        | （页面存档备份，存于） |
| 台鹽隆田儲運站                             |          | 產業設施          | 1958年                          | 2004年9月22日                         | 官田區隆田里新生街43、45、47號                                                                            |                                                        | （页面存档备份，存于） |
| 鹽水國小神社                               |          | 其他              | 1940年                          | 2005年3月18日                         | 鹽水區朝琴路137號，鹽水國小內                                                                             |                                                        | （页面存档备份，存于） |
| 柳營吳晉淮故居                             |          | 宅第              | 1932年                          | 2005年3月18日                         | 柳營區界和路158號                                                                                         |                                                        | （页面存档备份，存于） |
| 林鳳營車站                                 |          | 車站              | 1933年                          | 2005年3月18日                         | 六甲區林鳳營16號                                                                                          |                                                        | （页面存档备份，存于） |
| 後壁車站                                   |          | 車站              | 1943年                          | 2005年3月18日                         | 後壁區後壁里77號                                                                                          |                                                        | （页面存档备份，存于） |
| 臺鹽七股機車庫                             |          | 產業設施          | 1962年                          | 2005年3月18日                         | 七股區下山子寮段166地號                                                                                   |                                                        | （页面存档备份，存于） |
| 東山區農會日式碾米廠                       |          | 產業設施          | 1934年                          | 2005年9月5日                          | 東山區東中里中興路1號                                                                                     |                                                        | （页面存档备份，存于） |
| 原日本鐘淵曹達工業株式會社台南工場辦公廳舍 |          | 其他              | 1940年                          | 2005年10月6日                         | 安南區北汕尾二路421號                                                                                     | 中石化私有地                                           | （页面存档备份，存于） |
| 原勝利國民學校禮堂                         |          | 其他              | 1939年                          | 2005年10月6日                         | 東區勝利路10號                                                                                            | 今臺南市立勝利國民小學內                               | （页面存档备份，存于） |
| 新化武德殿                                 |          | 其他              | 1925年                          | 2006年6月5日                          | 新化區東榮里和平街53號                                                                                    |                                                        | （页面存档备份，存于） |
| 原安平陳保正厝                             |          | 宅第              | 1887年                          | 2006年7月5日                          | 安平區延平街58號                                                                                          |                                                        | （页面存档备份，存于） |
| 台南重慶寺                                 |          | 其他              | 1721年                          | 2007年4月26日                         | 中西區湯德章大道5巷2號                                                                                    |                                                        | （页面存档备份，存于） |
| 原日本陸軍台南偕行社                       |          | 其他              | 1910年~1920年間                 | 2007年9月11日                         | 北區公園南路21號                                                                                          | 不開放                                                 | （页面存档备份，存于） |
| 麻豆林家四房厝                             |          | 宅第              | 1875年                          | 2008年4月9日                          | 麻豆區和平路20號                                                                                          |                                                        | （页面存档备份，存于） |
| 後壁新東國小木造辦公室及校長宿舍           |          | 其他              | 1953年                          | 2008年6月10日                         | 後壁區長短樹里下長81號                                                                                    |                                                        | （页面存档备份，存于） |
| 原新化郡公會堂                             |          | 其他              | 1936年                          | 2008年6月10日                         | 新化區護國里6鄰中山路134號                                                                                |                                                        | （页面存档备份，存于） |
| 曾文溪鐵道舊橋遺蹟                         |          | 其他              | 1901年                          | 2008年11月10日                        | 善化區東勢寮段1286地號之河川地、官田區拔子林段263-28地號之河川地                                          |                                                        | （页面存档备份，存于） |
| 鹽水竹埔國小時鐘座                         |          | 其他              | 1959年                          | 2009年5月11日                         | 鹽水區竹林里                                                                                              |                                                        | （页面存档备份，存于） |
| 陳永華墓原址及墓碑                         |          | 碑碣              | 1680年                          | 2009年5月11日                         | 柳營區果毅後                                                                                              |                                                        | （页面存档备份，存于） |
| 原永康飛行場無線羅針所                     |          | 其他              |                                 | 2009年5月27日                         | 永康區南台街135巷8號旁                                                                                    |                                                        | （页面存档备份，存于） |
| 永康三崁店糖廠防空洞群                     |          | 其他              | 1941年~1945年間                 | 2009年5月27日                         | 永康區仁愛街與三民街交界                                                                                  |                                                        | （页面存档备份，存于） |
| 鹿陶洋江家宗祠                             |          | 祠堂              | 1930年                          | 2009年7月16日                         | 楠西區鹿田里鹿陶洋101號                                                                                   |                                                        | （页面存档备份，存于） |
| 東山牛肉崎警察官吏派出所                   |          | 衙署              |                                 | 2009年8月18日                         | 東山區水雲里12號                                                                                          |                                                        | （页面存档备份，存于） |
| 原臺南農校日式宿舍群                       |          | 其他              | 1940年                          | 2009年8月18日                         | 永康區中山南路948號                                                                                       |                                                        | （页面存档备份，存于） |
| 北門井仔腳瓦盤鹽田                         |          | 其他              | 1919年                          | 2009年8月24日                         | 北門區永華里西南郊                                                                                        |                                                        | （页面存档备份，存于） |
| 北門鹽場建物群及周邊古鹽田                 |          | 其他              | 1941年                          | 2009年8月24日                         | 北門區舊埕里105號；北門里20鄰舊埕100、102、104、105、106、106之1號，21鄰舊埕113、114、115、119、舊埕119號 |                                                        | （页面存档备份，存于） |
| 七股鹽場減資建物群                         |          | 其他              | 1971年                          | 2009年8月24日                         | 將軍區鯤鯓里253－286號；七股區頂山25－30號                                                                |                                                        | （页面存档备份，存于） |
| 七股頂山鹽警槍樓                           |          | 其他              | 1949年                          | 2009年8月24日                         | 七股區頂山東南郊                                                                                          |                                                        | （页面存档备份，存于） |
| 八田與一故居群                             |          | 宅第              | 1921年                          | 2009年12月21日                        | 官田區嘉南65、66號                                                                                        |                                                        | （页面存档备份，存于） |
| 後菁寮義昌碾米廠                           |          | 產業設施          | 1948年                          | 2010年1月25日                         | 後壁區菁寮里                                                                                              |                                                        | （页面存档备份，存于） |
| 台糖新營廠區宿舍群                         |          | 其他              | 1937年                          | 2010年1月25日                         | 新營區中興路66巷4號、31巷4號                                                                              |                                                        | （页面存档备份，存于） |
| 新營縣府日式木造官舍                       |          | 宅第              | 1935年                          | 2010年5月28日                         | 新營區大同路39號                                                                                          |                                                        | （页面存档备份，存于） |
| 善化茄拔天后宮古井                         |          | 其他              | 明永曆年間                      | 2010年7月30日                         | 善化區嘉南里茄拔80號                                                                                      |                                                        | （页面存档备份，存于） |
| 臺南漚汪原遂園                             |          | 宅第              | 1944年                          | 2010年7月30日                         | 將軍區西華里1號                                                                                           |                                                        | （页面存档备份，存于） |
| 延平郡王祠（含鄭成功文物館）               |          | 其他              | 1963年重建                      | 2010年8月17日                         | 中西區開山路125號                                                                                         |                                                        | （页面存档备份，存于） |
| 八吉境關帝廳                               |          | 寺廟              | 清康熙年間                      | 2012年5月15日                         | 中西區友愛街40巷11號                                                                                      |                                                        | （页面存档备份，存于） |
| 楠西龜丹石造土地公廟                       |          | 寺廟              | 1811年                          | 2013年4月2日                          | 楠西區龜丹里40-5號                                                                                        |                                                        | （页面存档备份，存于） |
| 新化神社遺構                               |          | 寺廟              | 1929年                          | 2014年6月26日                         | 新化區虎頭埤風景區內                                                                                      |                                                        | （页面存档备份，存于） |
| 二層行溪舊公路橋                           |          | 橋樑              | 1921年                          | 2016年2月25日                         | 仁德區省道臺一線跨二仁溪旁                                                                                |                                                        | （页面存档备份，存于） |
| 臺南永福路孫宅                             |          | 宅第              | 1940年                          | 2016年2月25日                         | 中西區永福路二段77號                                                                                      |                                                        | （页面存档备份，存于） |
| 西德堂                                     |          | 寺廟              | 1897年                          | 2016年5月3日                          | 中西區文賢路36號                                                                                          |                                                        | （页面存档备份，存于） |
| 仁德二空貿易四村興建碑                     |          | 碑碣              | 1960年                          | 2016年8月5日                          | 仁德區保仁路上兩座(鄰近空軍防空砲兵指揮部大門口)及二空路上兩座(鄰近二空郵局)                              |                                                        | （页面存档备份，存于） |
| 仁德二空防空碉堡                           |          | 其他              | 日治時期                        | 2016年8月5日                          | 仁德區仁和國小東側                                                                                        |                                                        | （页面存档备份，存于） |
| 原竹園町臺南州職員宿舍                     |          | 宅第              | 日治時期                        | 2016年10月5日                         | 東區前鋒路119巷12號                                                                                       |                                                        | （页面存档备份，存于） |
| 原保證責任歸仁信用購買販賣利用組合辦公廳舍 |          | 其他              | 1925年                          | 2016年10月5日                         | 歸仁區歸仁里忠孝北路178號                                                                                 |                                                        | （页面存档备份，存于） |
| 原龍崎庄長官官舍                           |          | 宅第              | 日治時期                        | 2016年12月1日                         | 龍崎區崎頂里6鄰新市子216號                                                                                |                                                        | （页面存档备份，存于） |
| 原佳里郵便局                               |          | 衙署              | 日治時期                        | 2016年12月1日                         | 佳里區中山路425號                                                                                         |                                                        | （页面存档备份，存于） |
| 原臺灣省立成功大學圖書館                   |          | 其他              | 1957年                          | 2016年12月1日                         | 東區大學路1號                                                                                             |                                                        | （页面存档备份，存于） |
| 赤崁東街日式宿舍                           |          | 宅第              | 日治時期                        | 2016年12月1日                         | 中西區忠義路二段233巷2、4、6、8號                                                                         |                                                        | （页面存档备份，存于） |
| 原鹽水港製糖株式會社岸內製糖所實驗室       |          | 產業設施          | 日治時期                        | 2017年3月24日                         | 鹽水區岸內                                                                                                |                                                        | （页面存档备份，存于） |
| 臺南地方法院院長宿舍                       |          | 宅第              | 1920年                          | 2017年9月21日                         | 中西區府前路一段67號                                                                                      |                                                        | （页面存档备份，存于） |
| 原新營中學校長宿舍                         |          | 其他設施-宿舍     | 1968年（民國57年）              | 2018年2月2日                          | 新營區民權路101號                                                                                         |                                                        | （页面存档备份，存于） |
| 基督教臺南浸信會教堂                       |          | 教堂              | 1953年（民國42年）              | 2018年2月2日                          | 中西區府前路一段235號                                                                                     |                                                        | （页面存档备份，存于） |
| 臺南原清水寺街連棟街屋                     |          | 宅第              | 1919年（大正八年）前            | 2018年3月23日                         | 中西區開山路3巷48、50、52、54號                                                                           |                                                        | （页面存档备份，存于） |
| 原電姬館                                   |          | 戲劇院            | 1938年                          | 2018年11月13日                        | 麻豆區中山路112號                                                                                         |                                                        | （页面存档备份，存于） |
| 原三分子日軍射擊場靶溝遺構                 |          | 其他設施-軍事設施 | 1907年                          | 2018年12月5日                         | 北區林森路三段140巷67號東側                                                                               |                                                        | （页面存档备份，存于） |
| 糖廍連灶遺構                               |          | 產業              |                                 | 2018年12月5日                         | 善化區溪美里949-8號旁                                                                                     |                                                        | （页面存档备份，存于） |
| 大灣謝家古厝                               |          | 宅第              | 1919年                          | 2018年12月28日                        | 永康區大灣五街39巷9號                                                                                     |                                                        | （页面存档备份，存于） |
| 原學甲公學校校舍                           |          | 學校              | 1918年                          | 2018年12月28日                        | 學甲區天水路30號                                                                                          | 戰後為天仁工商使用，於2015年停招                       | （页面存档备份，存于） |
| 原新營糖廠員工餐廳                         |          | 產業              |                                 | 2018年12月28日                        | 新營區新營糖廠                                                                                            |                                                        | （页面存档备份，存于） |
| 永成戲院                                   | 永成戲院 | 戲劇院            | 1942年                          | 2019年4月9日                          | 鹽水區月港里                                                                                              |                                                        | （页面存档备份，存于） |
| 隆田10號糧倉                               |          | 其他設施-倉庫     | 1944年                          | 2019年4月9日，變更/，修正2022年3月1日 | 官田區中華路一段339號                                                                                     |                                                        | （页面存档备份，存于） |
| 台糖柳營酵母暨飼料工廠                     |          | 產業              | 1938年                          | 2019年4月9日                          | 柳營區義士路五段690號                                                                                     |                                                        | （页面存档备份，存于） |
| 台南市利源巷隘門                           |          | 其他設施          | 清領時期                        | 2020年1月31日                         | 中西區永福路二段197巷                                                                                     |                                                        | （页面存档备份，存于） |
| 原臺南庶民信用組合日式建物                 |          | 其他設施          | 日治時期                        | 2020年1月31日                         | 中西區湯德章大道7號                                                                                       |                                                        | （页面存档备份，存于） |
| 原新化回生院                               |          | 醫院              | 日治時期                        | 2020年5月4日                          | 新化區健康路143號                                                                                         |                                                        | （页面存档备份，存于） |
| 濟生醫院                                   |          | 醫院              | 明治29年（1896年）              | 2021年3月25日                         | 中西區民生路二段402號                                                                                     |                                                        | （页面存档备份，存于） |
| 清代考棚遺構                               |          | 衙署              | 道光15年（1835）                | 2021年3月25日                         | 中西區衛民街駅前千利修大樓花台，中西區衛民街101號                                                         |                                                        | （页面存档备份，存于） |
| 佳里善行寺                                 |          | 寺廟              |                                 | 2021年3月26日                         | 佳里區中和街92號                                                                                          |                                                        | （页面存档备份，存于） |
| 大社張氏中廳                               |          | 祠堂              |                                 | 2021年3月29日                         | 新市區大社385號                                                                                           |                                                        | （页面存档备份，存于） |
| 楊長利公厝                                 |          | 祠堂              |                                 | 2021年3月29日                         | 大內區內庄94號                                                                                            |                                                        | （页面存档备份，存于） |
| 原大日本武德會社宅                         |          | 其他設施          |                                 | 2021年6月3日                          | 佳里區進學路193號                                                                                         |                                                        | （页面存档备份，存于） |
| 原成功大學校門                             |          | 其他設施          |                                 | 2021年6月3日                          | 東區大學路上                                                                                              |                                                        | （页面存档备份，存于） |
| 忠靈塔（第三屆全省體育會紀念塔）           |          | 其他設施          |                                 | 2022年2月15日                         | 南區體育路（青少年極限運動場旁）                                                                          |                                                        | （页面存档备份，存于） |
| 第三屆全省運動會牌坊                       |          | 其他設施          |                                 | 2022年2月15日                         | 南區體育路（與健康路一段交叉路口）                                                                        |                                                        | （页面存档备份，存于） |
| 柳營劉家大房古厝                           |          | 宅第              |                                 | 2024年2月21日                         | 柳營區柳營31號、51號                                                                                      |                                                        |                        |

### 聚落建築群
| 名稱           | 照片 | 種類             | 公告日期                               | 地址                | 備註 | 參考                   |
| -------------- | ---- | ---------------- | -------------------------------------- | ------------------- | ---- | ---------------------- |
| 鹿陶洋江家聚落 |      | 單姓客家傳統聚落 | 2009年7月16日，變更/修正2021年12月21日 | 楠西區鹿陶洋354地號 |      | （页面存档备份，存于） |

### 考古遺址
| 名稱                 | 照片 | 公告日期       | 地點                                    | 備註             | 參考                   |
| -------------------- | ---- | -------------- | --------------------------------------- | ---------------- | ---------------------- |
| 三分子日軍射擊場遺址 |      | 2008年1月3日   | 北區重興里內                            |                  | （页面存档备份，存于） |
| 麻豆水堀頭遺址       |      | 2006年5月2日   | 麻豆區溝子墘段40-2地號、麻豆段115-5地號 |                  | （页面存档备份，存于） |
| 新市·木柵遺址        |      | 2009年10月19日 | 新市區豐華里                            | 屬於南科考古遺址 | （页面存档备份，存于） |
| 旗竿地遺址           |      | 2009年10月19日 | 新市區豐華里與善化區南關里              | 屬於南科考古遺址 | （页面存档备份，存于） |
| 瘦砂遺址             |      | 2009年10月19日 | 新市區豐華里                            | 屬於南科考古遺址 | （页面存档备份，存于） |
| 五間厝南遺址         |      | 2009年10月19日 | 新市區三舍里                            | 屬於南科考古遺址 | （页面存档备份，存于） |
| 道爺古墓             |      | 2006年5月2日   | 新市區                                  | 屬於南科考古遺址 | （页面存档备份，存于） |
| 道爺南糖廍遺址       |      | 2006年5月2日   | 新市區                                  | 屬於南科考古遺址 | （页面存档备份，存于） |
| 南關里東及右先方遺址 |      | 2009年10月19日 | 善化區南關里                            | 屬於南科考古遺址 | （页面存档备份，存于） |

### 文化景觀
| 名稱                         | 照片 | 公告日期      | 種類     | 所在地 | 備註 | 參考                   |
| ---------------------------- | ---- | ------------- | -------- | --- | ---- | ---------------------- |
| 烏山頭水庫暨嘉南大圳水利系統 |      | 2009年10月5日 | 水利設施 | 烏山頭水庫：官田區、六甲區。 嘉南大圳： - 主要輸水幹線：官田區、六甲區、柳營區、東山區、後壁區、白河區等地。 - 灌溉範圍：雲嘉南地區。 |      | （页面存档备份，存于） |
| 台南公園                     |      | 2018年2月1日  | 歷史名園 | 北區 |      | （页面存档备份，存于） |

### 古物
| 名稱                                                                              | 照片 | 公告日期       | 級別     | 種類                     | 位置                                     | 數量  | 參考                   |
| --------------------------------------------------------------------------------- | ---- | -------------- | -------- | ------------------------ | ---------------------------------------- | ----- | ---------------------- |
| 青銅方鼎                                                                          |      | 2012年11月15日 | 一般古物 | 生活及儀禮器物-禮器      | 中西區（臺南孔子廟）                     | 2件   | （页面存档备份，存于） |
| 太尊                                                                              |      | 2012年11月5日  | 一般古物 | 生活及儀禮器物-禮器      | 中西區（臺南孔子廟）                     | 1件   | （页面存档备份，存于） |
| 蔣公堤功德碑                                                                      |      | 2010年12月24日 | 一般古物 | 其他-石碑                | 永康區（原永康糖廠）                     | 1件   | （页面存档备份，存于） |
| 清乾隆漢滿文御碑                                                                  |      | 2010年8月12日  | 一般古物 | 圖書文獻-其他 碑文       | 中西區（赤崁樓）                         | 9件   | （页面存档备份，存于） |
| 臺灣府城隍廟「爾來了」匾                                                          |      | 2009年2月5日   | 一般古物 | 其他 匾聯                | 中西區（臺灣府城隍廟）                   | 1件   | （页面存档备份，存于） |
| 竹溪寺「然世界」匾                                                                |      | 2009年2月5日   | 一般古物 | 其他 匾聯                | 南區（竹溪寺）                           | 1件   | （页面存档备份，存于） |
| 天壇「一」字匾                                                                    |      | 2009年2月5日   | 一般古物 | 其他 匾聯                | 中西區（天壇）                           | 1件   | （页面存档备份，存于） |
| 妙壽宮保生大帝神轎                                                                |      | 2009年1月9日   | 一般古物 | 生活及儀禮器物-其他 神轎 | 安平區（妙壽宮）                         | 1件   | （页面存档备份，存于） |
| 乾隆乙亥年水堀頭橋石碑                                                            |      | 2008年6月5日   | 一般古物 | 其他 匾聯                | 佳里區（蕭壟文化園區）文化部歸類在麻豆區 | 1件   | （页面存档备份，存于） |
| 葫蘆埤湖中島石碑、石座                                                            |      | 2008年6月5日   | 一般古物 | 其他 匾聯                | 佳里區（蕭壟文化園區）                   | 1件   |                        |
| 九磅前膛砲                                                                        |      | 2008年6月5日   | 一般古物 | 其他 古礟                | 麻豆區（海埔池王府前的軍史公園）         | 1件   | （页面存档备份，存于） |
| 八吋阿姆斯托郎後膛砲                                                              |      | 2008年6月5日   | 一般古物 | 其他 古礟                | 麻豆區（海埔池王府前的軍史公園）         | 1件   | （页面存档备份，存于） |
| 佳里震興宮泥塑神像                                                                |      | 2008年4月8日   | 一般古物 | 藝術作品-雕塑品          | 佳里區（佳里興震興宮）                   | 3件   | （页面存档备份，存于） |
| 學甲慈濟宮葉王交趾陶                                                              |      | 2008年4月8日   | 一般古物 | 藝術作品-雕塑品          | 學甲區（學甲慈濟宮）                     | 249件 | （页面存档备份，存于） |
| 玉板（傳寧靖王『玉笏』）                                                          |      | 2007年3月5日   | 一般古物 | 生活及儀禮器物-禮器      | 中西區（鄭成功文物館）                   | 1件   | （页面存档备份，存于） |
| 鄭成功草書（仿作）                                                                |      | 2007年3月5日   | 一般古物 | 藝術作品-書法            | 中西區（鄭成功文物館）                   | 1件   | （页面存档备份，存于） |
| 清代吏治箴言匾                                                                    |      | 2007年3月5日   | 一般古物 | 其他 匾聯                | 中西區（鄭成功文物館）                   | 1件   | （页面存档备份，存于） |
| 臺灣縣蘇孝銘佾生執照                                                              |      | 2007年3月5日   | 一般古物 | 生活及儀禮器物-其他 證件 | 中西區（鄭成功文物館）                   | 1件   | （页面存档备份，存于） |
| 「鄭成功畫像」那須豐慶摹本                                                        |      | 2007年3月5日   | 一般古物 | 藝術作品-繪畫            | 中西區（鄭成功文物館）                   | 1件   | （页面存档备份，存于） |
| 清代林朝英書法木刻                                                                |      | 2007年3月5日   | 一般古物 | 藝術作品-其他 木刻       | 中西區（鄭成功文物館）                   | 1件   | （页面存档备份，存于） |
| 「臺灣文藝聯盟本部」木匾                                                          |      | 2013年6月18日  | 重要古物 | 圖書文獻                 | 中西區（國立臺灣文學館）                 | 1個   | （页面存档备份，存于） |
| 風車3                                                                             |      | 2013年6月18日  | 重要古物 | 圖書文獻                 | 中西區（國立臺灣文學館）                 | 1件   | （页面存档备份，存于） |
| 張深切徒步旅行之名人題字錄                                                        |      | 2013年6月18日  | 重要古物 | 圖書文獻                 | 中西區（國立臺灣文學館）                 | 1件   | （页面存档备份，存于） |
| 楊逵《模範村》手稿                                                                |      | 2013年6月18日  | 重要古物 | 圖書文獻                 | 中西區（國立臺灣文學館）                 | 1件   | （页面存档备份，存于） |
| 臺灣の歌謠と名著物語                                                              |      | 2013年6月18日  | 重要古物 | 圖書文獻                 | 中西區（國立臺灣文學館）                 | 1件   | （页面存档备份，存于） |
| 洪棄生《寄鶴齋集》手稿本                                                          |      | 2013年6月18日  | 重要古物 | 圖書文獻                 | 中西區（國立臺灣文學館）                 | 9冊   |                        |
| 洪棄生《寄鶴齋乙未以後披晞集》手稿本                                              |      | 2013年6月18日  | 重要古物 | 圖書文獻                 | 中西區（國立臺灣文學館）                 | 6冊   |                        |
| 洪棄生《寄鶴齋詩草乙未以前謔蹻集》手稿本                                          |      | 2013年6月18日  | 重要古物 | 圖書文獻                 | 中西區（國立臺灣文學館）                 | 6冊   | （页面存档备份，存于） |
| 臺南孔廟「斯文在茲」御匾                                                          |      | 2013年8月15日  | 一般古物 | 生活及儀禮器物-其他 匾聯 | 中西區（臺南孔子廟）                     | 1個   | （页面存档备份，存于） |
| 臺南孔廟「聖神天縱」御匾                                                          |      | 2013年8月15日  | 一般古物 | 生活及儀禮器物-其他 匾聯 | 中西區（臺南孔子廟）                     | 1個   | （页面存档备份，存于） |
| 臺南孔廟「德齊幬載」御匾                                                          |      | 2013年8月15日  | 一般古物 | 生活及儀禮器物-其他 匾聯 | 中西區（臺南孔子廟）                     | 1個   | （页面存档备份，存于） |
| 臺南孔廟「聖協時中」御匾                                                          |      | 2013年8月15日  | 一般古物 | 生活及儀禮器物-其他 匾聯 | 中西區（臺南孔子廟）                     | 1個   | （页面存档备份，存于） |
| 臺南孔廟「聖集大成」御匾                                                          |      | 2013年8月15日  | 一般古物 | 生活及儀禮器物-其他 匾聯 | 中西區（臺南孔子廟）                     | 1個   | （页面存档备份，存于） |
| 臺南孔廟「與天地參」御匾                                                          |      | 2013年8月15日  | 一般古物 | 生活及儀禮器物-其他 匾聯 | 中西區（臺南孔子廟）                     | 1個   | （页面存档备份，存于） |
| 臺南孔廟「生民未有」御匾                                                          |      | 2013年8月15日  | 一般古物 | 生活及儀禮器物-其他 匾聯 | 中西區（臺南孔子廟）                     | 1個   | （页面存档备份，存于） |
| 臺南孔廟「萬世師表」御匾                                                          |      | 2013年8月15日  | 一般古物 | 生活及儀禮器物-其他 匾聯 | 中西區（臺南孔子廟）                     | 1個   | （页面存档备份，存于） |
| 《1884-1885年法國人遠征福爾摩沙》作者手稿                                         |      | 2013年12月16日 | 重要古物 | 圖書文獻-圖書            | 安南區（國立臺灣歷史博物館）             | 2冊   | （页面存档备份，存于） |
| 荷蘭聯合東印度公司的起源與發展                                                    |      | 2013年12月16日 | 重要古物 | 圖書文獻-圖書            | 安南區（國立臺灣歷史博物館）             | 2冊   | （页面存档备份，存于） |
| 有槽石器                                                                          |      | 2014年3月31日  | 一般古物 | 生活及儀禮器物-工具      | 麻豆區-文化部歸類安平區                  | 1個   | （页面存档备份，存于） |
| 新營糖福印刷所活字排版印刷設備 （鑄字機、校對機、四開印刷機、圓盤印刷機、裁紙機） |      | 2014年3月31日  | 一般古物 | 生活及儀禮器物-工具      | 新營區                                   | 5件   | （页面存档备份，存于） |
| 臺灣水師軍裝局門額                                                                |      | 2014年6月9日   | 一般古物 | 圖書文獻-其他            | 安平區（安平古堡）                       | 1個   | （页面存档备份，存于） |
| 臺灣海關地界碑                                                                    |      | 2014年6月9日   | 一般古物 | 圖書文獻-其他            | 安平區（東興洋行）                       | 1個   | （页面存档备份，存于） |
| 臺南孔子廟重修碑記                                                                |      | 2014年11月5日  | 一般古物 | 圖書文獻-其他            | 中西區（臺南孔子廟）                     | 4件   | （页面存档备份，存于） |
| 下馬碑                                                                            |      | 2014年11月5日  | 一般古物 | 圖書文獻-其他            | 中西區（臺南孔廟）                       | 1件   | （页面存档备份，存于） |
| 重脩臺灣府學文廟新建明倫堂記碑                                                    |      | 2014年11月5日  | 一般古物 | 圖書文獻-其他            | 中西區（臺南孔子廟）                     | 1件   | （页面存档备份，存于） |
| 臺灣府學學田知照碑                                                                |      | 2014年11月5日  | 一般古物 | 圖書文獻-其他            | 中西區（臺南孔子廟）                     | 1件   | （页面存档备份，存于） |
| 請建朱文公專祠碑                                                                  |      | 2014年11月5日  | 一般古物 | 圖書文獻-其他            | 中西區（臺南孔子廟）                     | 1件   | （页面存档备份，存于） |
| 新建朱文公祠記碑                                                                  |      | 2014年11月5日  | 一般古物 | 圖書文獻-其他            | 中西區（臺南孔子廟）                     | 1件   | （页面存档备份，存于） |
| 朱文公祠門額                                                                      |      | 2014年11月5日  | 一般古物 | 圖書文獻-其他            | 中西區（臺南孔子廟）                     | 1件   |                        |
| 新建文昌閣碑記                                                                    |      | 2014年11月5日  | 一般古物 | 圖書文獻-其他            | 中西區（臺南孔子廟）                     | 1件.. | （页面存档备份，存于） |
| 重修臺灣孔子廟碑                                                                  |      | 2014年11月5日  | 一般古物 | 圖書文獻-其他            | 中西區（臺南孔子廟）                     | 1件   |                        |
| 重建府學大成殿記碑                                                                |      | 2014年11月5日  | 一般古物 | 圖書文獻-其他            | 中西區（臺南孔子廟）                     | 1件   | （页面存档备份，存于） |
| 重脩櫺星門泮池碑記                                                                |      | 2014年11月5日  | 一般古物 | 圖書文獻-其他            | 中西區（臺南孔子廟）                     | 1件   | （页面存档备份，存于） |
| 諭封孔子五代王爵並合祀碑記                                                        |      | 2014年11月5日  | 一般古物 | 圖書文獻-其他            | 中西區（臺南孔子廟）                     | 1件   | （页面存档备份，存于） |
| 重脩文廟碑記                                                                      |      | 2014年11月5日  | 一般古物 | 圖書文獻-其他            | 中西區（臺南孔子廟）                     | 1件   | （页面存档备份，存于） |
| 重脩府學碑記暨捐資監督姓氏碑                                                      |      | 2014年11月5日  | 一般古物 | 圖書文獻-其他            | 中西區（臺南孔子廟）                     | 2件   | （页面存档备份，存于） |
| 高陳二公遺像碑記                                                                  |      | 2014年11月5日  | 一般古物 | 圖書文獻-其他            | 中西區（臺南孔子廟）                     | 1件.. | （页面存档备份，存于） |
| 重脩臺灣府孔子廟學碑記暨府學全圖碑                                                |      | 2014年11月5日  | 一般古物 | 圖書文獻-其他            | 中西區（臺南孔子廟）                     | 2件   | （页面存档备份，存于） |
| 重修臺灣府學明倫堂碑記                                                            |      | 2014年11月5日  | 一般古物 | 圖書文獻-其他            | 中西區（臺南孔子廟）                     | 1件   | （页面存档备份，存于） |
| 重新文廟碑記                                                                      |      | 2014年11月5日  | 一般古物 | 圖書文獻-其他            | 中西區（臺南孔子廟）                     | 1件   | （页面存档备份，存于） |
| 重脩府學文廟暨捐題碑記                                                            |      | 2014年11月5日  | 一般古物 | 圖書文獻-其他            | 中西區（臺南孔子廟）                     | 3件   |                        |
| 重修文廟碑記                                                                      |      | 2014年11月5日  | 一般古物 | 圖書文獻-其他            | 中西區（臺南孔子廟）                     | 1件   | （页面存档备份，存于） |
| 臺灣府學重修夫子廟並祭器樂器記碑                                                  |      | 2014年11月5日  | 一般古物 | 圖書文獻-其他            | 中西區（臺南孔子廟）                     | 1件   | （页面存档备份，存于） |
| 至聖先師石刻像碑記                                                                |      | 2014年11月5日  | 一般古物 | 圖書文獻-其他            | 中西區（臺南孔子廟）                     | 1件   | （页面存档备份，存于） |
| 臥碑                                                                              |      | 2014年11月5日  | 一般古物 | 圖書文獻-其他            | 中西區（臺南孔子廟）                     | 1件   | （页面存档备份，存于） |
| 重修臺南孔廟碑記暨捐戶芳名碑                                                      |      | 2014年11月5日  | 一般古物 | 圖書文獻-其他            | 中西區（臺南孔子廟）                     | 1件   | （页面存档备份，存于） |
| 臺南孔子廟三百週年紀念碑記                                                        |      | 2014年11月5日  | 一般古物 | 圖書文獻-其他            | 中西區（臺南孔子廟）                     | 1件   | （页面存档备份，存于） |
| 學甲慈濟宮葉王交趾陶 瘦羅漢、胖羅漢                                               |      | 2015年1月20日  | 國寶     | 藝術作品-雕塑品          | 學甲區（學甲慈濟宫葉王交趾陶文化館）     | 2件   | （页面存档备份，存于） |
| 學甲慈濟宮葉王交趾陶 合境平安                                                     |      | 2015年1月20日  | 國寶     | 藝術作品-雕塑品          | 學甲區（學甲慈濟宫葉王交趾陶文化館）     | 2件   | （页面存档备份，存于） |
| 學甲慈濟宮葉王交趾陶 加官晉祿                                                     |      | 2015年1月20日  | 國寶     | 藝術作品-雕塑品          | 學甲區（學甲慈濟宫葉王交趾陶文化館）     | 2件   | （页面存档备份，存于） |
| 鄭其仁墓前石望柱                                                                  |      | 2015年5月11日  | 一般古物 | 生活及儀禮器物-其他      | 永康區（鹽行天后宮後方）                 | 1件   |                        |
| 鄭其仁墓前石馬                                                                    |      | 2015年5月11日  | 一般古物 | 生活及儀禮器物-其他      | 永康區（鹽行天后宮後方）                 | 1件   |                        |
| 嚴禁錮婢不嫁碑記                                                                  |      | 2015年5月11日  | 一般古物 | 圖書文獻-其他            | 中西區（南門公園碑林）                   | 1件   | （页面存档备份，存于） |
| 嚴禁佛頭港貨物分界獨挑碑記                                                        |      | 2015年5月11日  | 一般古物 | 圖書文獻-其他            | 中西區（南門公園碑林）                   | 1件   | （页面存档备份，存于） |
| 五妃墓道碑                                                                        |      | 2015年5月11日  | 一般古物 | 圖書文獻-其他            | 中西區（南門公園碑林）                   | 1件   | （页面存档备份，存于） |
| 風神廟接官亭暨石坊圖碑                                                            |      | 2015年5月11日  | 一般古物 | 圖書文獻-其他            | 中西區（南門公園碑林）                   | 1件   |                        |
| 護理臺澎兵備道臺灣府正堂蔣德政碑                                                  |      | 2015年5月11日  | 一般古物 | 圖書文獻-其他            | 中西區（南門公園碑林）                   | 1件   |                        |
| 改建臺灣府城碑記                                                                  |      | 2015年6月29日  | 一般古物 | 圖書文獻-其他            | 中西區（南門公園碑林）                   | 1件   |                        |
| 原臺灣總督府D512蒸汽機關車                                                        |      | 2015年6月29日  | 一般古物 | 生活及儀禮器物-舟車      | 南區                                     | 1件   | （页面存档备份，存于） |
| 原臺灣總督府C551蒸汽機關車                                                        |      | 2015年6月29日  | 一般古物 | 生活及儀禮器物-舟車      | 南區                                     | 1件   | （页面存档备份，存于） |
| 清代府城三郊石駝                                                                  |      | 2015年11月10日 | 一般古物 | 圖書文獻及影音資料       | 中西區（赤崁樓）                         | 11件  | （页面存档备份，存于） |
| 鼎建臺澎軍工廠碑記暨圖碑                                                          |      | 2015年11月10日 | 一般古物 | 圖書文獻及影音資料       | 中西區（赤崁樓）                         | 2件   | （页面存档备份，存于） |
| 義民祠記碑                                                                        |      | 2015年11月10日 | 一般古物 | 圖書文獻及影音資料       | 中西區（赤崁樓）                         | 1件   | （页面存档备份，存于） |
| 臺灣新民報(1933年5月至11月日刊)                                                   |      | 2017年5月16日  | 重要古物 | 圖書文獻及影音資料       | 中西區（國立臺灣文學館）                 | 153件 | （页面存档备份，存于） |
| 南溟樂園4號                                                                       |      | 2017年5月16日  | 重要古物 | 圖書文獻及影音資料       | 中西區（國立臺灣文學館）                 | 1件   | （页面存档备份，存于） |
| 蔡培火Chàp-hāng Kóan-kiàn (十項管見)                                              |      | 2017年5月16日  | 重要古物 | 圖書文獻及影音資料       | 中西區（國立臺灣文學館）                 | 1件   | （页面存档备份，存于） |
| 劉吶鷗日記(1927)                                                                  |      | 2017年5月16日  | 重要古物 | 圖書文獻及影音資料       | 中西區（國立臺灣文學館）                 | 1件   | （页面存档备份，存于） |
| 恭修萬壽宮碑記暨圖碑                                                              |      | 2019年3月28日  | 一般古物 | 圖書文獻及影音資料       | 中西區                                   | 3件   |                        |
| 臺灣府城門額                                                                      |      | 2019年3月28日  | 一般古物 | 圖書文獻及影音資料       | 官田區 臺南市政府文化局                  | 4件   | （页面存档备份，存于） |
| 臺灣知府蔣允焄鴻指園碑碣                                                          |      | 2019年3月28日  | 一般古物 | 圖書文獻及影音資料       | 官田區 臺南市政府文化局                  | 3件   |                        |

## 無形文化資產

### 傳統表演藝術
名稱為粗體字者，表示列級為「重要傳統藝術」。
| 名稱                                 | 照片 | 種類                | 公告日期                   | 地區   | 備註 | 參考                   |
| ------------------------------------ | ---- | ------------------- | -------------------------- | ------ | ---- | ---------------------- |
| 七股寶安宮白鶴陣                     |      | 傳統表演藝術－其他  | 2007年9月11日              | 七股區 |      | （页面存档备份，存于） |
| 西港廣慈宮金獅陣                     |      | 傳統表演藝術－其他  | 2007年9月11日              | 西港區 |      | （页面存档备份，存于） |
| 學甲後社集和宮蜈蚣陣                 |      | 傳統表演藝術－其他  | 2009年5月1日               | 學甲區 |      | （页面存档备份，存于） |
| 佳里三五甲鎮山宮八家將               |      | 傳統表演藝術－其他  | 2009年5月1日               | 佳里區 |      | （页面存档备份，存于） |
| 關廟五甲宋江陣                       |      | 傳統表演藝術－其他  | 2009年5月1日               | 關廟區 |      | （页面存档备份，存于） |
| 王藝明布袋戲                         |      | 傳統表演藝術－戲曲  | 2009年5月1日               | 永康區 |      | （页面存档备份，存于） |
| 佳里吉和堂八家將                     |      | 傳統表演藝術－其他  | 2009年5月1日               | 佳里區 |      | （页面存档备份，存于） |
| 麻豆紀安宮金獅陣                     |      | 傳統表演藝術－其他  | 2009年8月11日              | 麻豆區 |      | （页面存档备份，存于） |
| 泰山農村鬥牛陣                       |      | 傳統表演藝術－其他  | 2009年8月11日              | 六甲區 |      | （页面存档备份，存于） |
| 學甲謝姓獅團                         |      | 傳統表演藝術－其他  | 2007年9月11日              | 學甲區 |      | （页面存档备份，存于） |
| 七股頂山代天府宋江陣                 |      | 傳統表演藝術－雜技  | 2010年6月17日              | 七股區 |      | （页面存档备份，存于） |
| 楠西鹿陶洋宋江陣                     |      | 傳統表演藝術－雜技  | 2010年6月17日              | 楠西區 |      | （页面存档备份，存于） |
| 新化鎮狩宮八家將                     |      | 傳統表演藝術－雜技  | 2010年6月17日              | 新化區 |      |                        |
| 新化吳敬堂官將首                     |      | 傳統表演藝術－雜技  | 2010年6月17日              | 新化區 |      | （页面存档备份，存于） |
| 新營土庫竹馬陣                       |      | 傳統表演藝術－其他  | 2007年9月11日              | 新營區 |      | （页面存档备份，存于） |
| 港口慈安宮金獅陣                     |      | 傳統表演藝術－雜技  | 2010年12月23日             | 安定區 |      | （页面存档备份，存于） |
| 竹編工藝（莫永崇）                   |      | 傳統工藝美術－其他  | 2010年11月26日             | 關廟區 |      | （页面存档备份，存于） |
| 竹編工藝（盧靖枝）                   |      | 傳統工藝美術－其他  | 2010年11月26日             | 關廟區 |      | （页面存档备份，存于） |
| 剪黏工藝（陳三火）                   |      | 傳統工藝美術－其他  | 2010年11月26日             | 麻豆區 |      | （页面存档备份，存于） |
| 傳統藝術剪黏工藝（王保原）           |      | 傳統工藝美術－其他  | 2010年11月26日             | 佳里區 |      | （页面存档备份，存于） |
| 妝佛工藝（蔡天民）                   |      | 傳統工藝美術－其他  | 2012年7月10日              | 中西區 |      | （页面存档备份，存于） |
| 南管南聲社及張鴻明藝師               |      | 傳統表演藝術－音樂  | 2009年1月22日              | 南區   |      | （页面存档备份，存于） |
| 安定海寮普陀寺南管                   |      | 傳統表演藝術－音樂  | 2009年5月1日               | 安定區 |      | （页面存档备份，存于） |
| 十三音（以成書院）                   |      | 傳統表演藝術－音樂  | 2012年7月10日              | 中西區 |      | （页面存档备份，存于） |
| 五媽婆祖陣（灣裡同安宮）             |      | 傳統表演藝術－其他  | 2012年7月10日              | 南區   |      | （页面存档备份，存于） |
| 道教靈寶道法科儀及音樂藝術（陳榮盛） |      | 傳統表演藝術－其他  | 2009年1月22日              | 南區   |      |                        |
| 南管音樂（張鴻明）                   |      | 傳統表演藝術－音樂  | 2010年6月18日              | 中西區 |      | （页面存档备份，存于） |
| 廟宇大木（許漢珍）                   |      | 傳統工藝美術－木作  | 2010年11月9日              | 東區   |      | （页面存档备份，存于） |
| 神轎製作（王永川）                   |      | 傳統工藝美術－木作  | 2010年11月9日              | 中西區 |      | （页面存档备份，存于） |
| 傳統建築彩繪（陳壽彝）               |      | 傳統工藝美術－彩繪  | 2010年11月9日 2012年9月3日 | 中西區 |      | （页面存档备份，存于） |
| 彩繪工藝（潘岳雄）                   |      | 傳統工藝美術－彩繪  | 2013年7月18日              | 中西區 |      | （页面存档备份，存于） |
| 金獅陣（溪南寮興安宮）               |      | 傳統表演藝術－其他  | 2013年7月18日              | 安南區 |      | （页面存档备份，存于） |
| 糊紙（洪銘宏）                       |      | 傳統工藝美術－彩繪  | 2014年2月24日              | 中西區 |      | （页面存档备份，存于） |
| 糊紙（王明賢）                       |      | 傳統工藝美術－彩繪  | 2014年2月24日              | 將軍區 |      | （页面存档备份，存于） |
| 竹籐盾牌製作（翁明輝）               |      | 傳統工藝美術－編織  | 2014年2月24日              | 關廟區 |      | （页面存档备份，存于） |
| 金屬雕鏨（劉坤輝）                   |      | 傳統工藝美術－金工  | 2014年2月24日              | 中西區 |      |                        |
| 彩繪工藝（潘岳雄）                   |      | 傳統工藝美術－彩繪  | 2013年7月18日              | 中西區 |      | （页面存档备份，存于） |
| 廟宇結網（許漢珍）                   |      | 傳統工藝美術－木作  | 2014年6月30日              | 東區   |      | （页面存档备份，存于） |
| 茄苳入石柳 （陳南陽）                |      | 傳統工藝美術－木作  | 2014年6月30日              | 北區   |      | （页面存档备份，存于） |
|                                      |      |                     |                            |        |      |                        |
| 妝佛工藝（林貞鐃）                   |      | 傳統工藝美術－雕塑  | 2014年6月30日              | 北區   |      | （页面存档备份，存于） |
| 天子門生陣(永吉 吉安宮)              |      | 傳統表演藝術－ 音樂 | 2015年11月24日             | 七股區 |      | （页面存档备份，存于） |
| 天子門生陣(公親寮清水寺)             |      | 傳統表演藝術－ 音樂 | 2015年11月24日             | 安南區 |      | （页面存档备份，存于） |
| 天子門生陣(港墘港興宮)               |      | 傳統表演藝術－ 音樂 | 2015年11月24日             | 佳里區 |      | （页面存档备份，存于） |
| 牛犁歌陣(竹橋慶善宮)                 |      | 傳統表演藝術－ 其他 | 2015年11月24日             | 七股區 |      | （页面存档备份，存于） |
| 牛犁歌陣(東竹林保安宮)               |      | 傳統表演藝術－ 其他 | 2015年11月24日             | 西港區 |      | （页面存档备份，存于） |
|                                      |      |                     |                            |        |      |                        |
| 宋江陣（南勢九龍殿）                 |      | 傳統表演藝術－ 雜技 | 2017年10月12日             | 佳里區 |      | （页面存档备份，存于） |
| 太平清歌                             |      | 傳統表演藝術－音樂  | 2018年6月7日               | 麻豆區 |      | （页面存档备份，存于） |
| 金獅陣（看東弘農宮）                 |      | 傳統表演藝術－雜技  | 2018年6月7日               | 歸仁區 |      | （页面存档备份，存于） |
|                                      |      |                     |                            |        |      |                        |

### 傳統工藝
| 名稱               | 照片 | 種類               | 公告日期                                            | 地區   | 備註 | 參考                   |
| ------------------ | ---- | ------------------ | --------------------------------------------------- | ------ | ---- | ---------------------- |
| 結網(許漢珍)       |      | 傳統工藝-木作      | 2014年6月30日                                       | 臺南市 |      | （页面存档备份，存于） |
| 結網               |      | 傳統工藝-木作      | 2014年6月30日                                       | 臺南市 |      | （页面存档备份，存于） |
| 繡黼               |      | 傳統工藝           | 2015年8月25日                                       | 臺南市 |      | （页面存档备份，存于） |
| 泥塑               |      | 傳統工藝           | 2015年8月25日                                       | 臺南市 |      | （页面存档备份，存于） |
| 石雕               |      | 傳統工藝           | 2015年8月25日                                       | 臺南市 |      | （页面存档备份，存于） |
| 玉雕(黃福壽)       |      | 傳統工藝           | 2015年8月25日                                       | 臺南市 |      | （页面存档备份，存于） |
| 磚雕               |      | 傳統工藝           | 2015年8月25日                                       | 臺南市 |      | （页面存档备份，存于） |
| 彩繪               |      | 傳統工藝－彩繪     | 2015年8月25日                                       | 臺南市 |      | （页面存档备份，存于） |
| 神明銀帽           |      | 傳統工藝－神明銀帽 | 2016年7月22日                                       | 臺南市 |      | （页面存档备份，存于） |
| 神明紙帽           |      | 傳統工藝－神明紙帽 | 2016年7月22日                                       | 北區   |      | （页面存档备份，存于） |
| 鑿花(蔡德太)       |      | 傳統工藝           | 2017年10月12日                                      | 安南區 |      | （页面存档备份，存于） |
| 糊紙(吳文進)       |      | 傳統工藝           | 2019年7月1日                                        | 學甲區 |      | （页面存档备份，存于） |
| 細木作（王永源 ）  |      | 傳統工藝           | 2019年11月1日                                       | 臺南市 |      | （页面存档备份，存于） |
| 傳統木雕（陳啟村） |      | 重要傳統工藝       | 原2014年6月30日，2020年1月6日重新公告為重要傳統工藝 | 中西區 |      | （页面存档备份，存于） |
| 剪黏(陳三火)       |      | 重要傳統工藝       | 2020年11月20日                                      | 麻豆鎮 |      |                        |
| 鑿花(蔡德太)       |      | 傳統工藝-木作      | 2020年11月20日                                      | 安南區 |      |                        |
| 泥塑(杜牧河)       |      | 重要傳統工藝-泥作  | 2020年11月20日                                      | 南區   |      |                        |
| 竹籠茨(李養)       |      | 傳統工藝-竹籠茨    | 2022年11月3日                                       | 安南區 |      |                        |

### 民俗
名稱是粗體字者表示列級為「重要民俗及有關文物」。
| 名稱                       | 照片 | 種類 | 公告日期                    | 時間                         | 地區                                     | 參考                                          |
| -------------------------- | ---- | ---- | --------------------------- | ---------------------------- | ---------------------------------------- | --------------------------------------------- |
| 南關線三大廟王醮暨遊社     |      | 信仰 | 2019年8月1日                | 不定期                       | 保西代天府(大人廟) 歸仁仁壽宮 關廟山西宮 | （页面存档备份，存于）                        |
| 西港刈香                   |      | 信仰 | 2008年6月27日 2009年2月17日 | 每隔3年的農曆4月15日         | 西港區                                   | （页面存档备份，存于） （页面存档备份，存于） |
| 七娘媽生，做十六歲         |      | 風俗 | 2008年6月18日               | 每年農曆7月7日               |                                          | （页面存档备份，存于）                        |
| 鹽水蜂炮                   |      | 節慶 | 2008年6月27日               | 每年農曆1月15日              | 鹽水區                                   | （页面存档备份，存于）                        |
| 學甲上白礁暨刈香           |      | 信仰 | 2008年6月27日               | 每年農曆3月11日              | 學甲區                                   | （页面存档备份，存于）                        |
| 大內頭社太祖夜祭           |      | 信仰 | 2008年6月27日               | 每年的農曆10月15日           | 大內區                                   | （页面存档备份，存于）                        |
| 東山吉貝耍夜祭             |      | 信仰 | 2008年6月27日 2013年10月4日 | 每年的農曆9月15日            | 東山區                                   | （页面存档备份，存于）                        |
| 永康廣興宮境內擔餅節       |      | 風俗 | 2009年1月15日               | 每年的農曆1月20日            | 永康區與新化區                           | （页面存档备份，存于）                        |
| 佳里金唐殿蕭壠香           |      | 信仰 | 2009年1月15日               | 每隔三年的農曆1月18日        | 佳里區                                   | （页面存档备份，存于）                        |
| 關廟山西宮遶境暨王醮祭典   |      | 信仰 | 2009年1月15日               | 每隔12年的農曆10月1日        | 關廟區                                   | （页面存档备份，存于）                        |
| 東山碧軒寺迎佛祖暨遶境     |      | 信仰 | 2009年1月15日 2011年8月25日 | 每年的農曆1月10日            | 東山區                                   | （页面存档备份，存于） （页面存档备份，存于） |
| 安定真護宮王船祭           |      | 信仰 | 2009年10月2日               | 每隔三年的農曆3月1日         | 安定區                                   | （页面存档备份，存于）                        |
| 歸仁仁壽宮王船醮典暨遶境   |      | 信仰 | 2009年10月8日               | 每隔12年的農曆11月1日        | 歸仁區                                   | （页面存档备份，存于）                        |
| 大目降十八嬈               |      | 信仰 | 2009年10月9日               | 每年的農曆1月18日            | 新化區                                   | （页面存档备份，存于）                        |
| 佳里北頭洋平埔夜祭         |      | 信仰 | 2009年10月8日               | 每年的農曆3月29日            | 佳里區                                   | （页面存档备份，存于）                        |
| 安定長興宮瘟王祭           |      | 信仰 | 2010年3月3日                | 每隔三年的農曆3月1日         | 安定區                                   | （页面存档备份，存于）                        |
| 南鯤鯓代天府五府千歲進香期 |      | 信仰 | 2010年3月3日 2013年10月4日  | 每年的農曆4月15日            | 北門區                                   | （页面存档备份，存于）                        |
| 大成至聖先師釋奠典禮       |      | 信仰 | 2011年3月15日               | 每年9月28日                  | 中西區                                   | （页面存档备份，存于）                        |
| 府城迎媽祖                 |      | 信仰 | 2009年2月3日                | 每四年一次                   | 中西區                                   | （页面存档备份，存于）                        |
| 鹿耳門聖母廟土城仔香       |      | 信仰 | 2013年1月28日               | 每逢丑、辰、未、戌年農曆三月 | 安南區                                   | （页面存档备份，存于）                        |
| 鹿耳門天后宮送迎神儀典     |      | 信仰 | 2013年1月28日               | 每年農曆12月14日             | 安南區                                   | （页面存档备份，存于）                        |
| 太陽公生及九豬十六羊祭品   |      | 信仰 | 2013年10月21日              | 每年農曆3月19日              | 中西區                                   | （页面存档备份，存于）                        |
| 新營太子宮太子爺生進香祭典 |      | 信仰 | 2014年9月24日               | 每年農曆8月1日               | 新營區                                   | （页面存档备份，存于）                        |
| 新營鹽水學甲放粉鳥(紅腳)笭 |      | 風俗 | 2014年9月24日               | 每年農曆2月15日              | 新營區 鹽水區 學甲區                     | （页面存档备份，存于）                        |
| 安平迎媽祖上香山           |      | 民俗 | 2015年7月8日                | 不定期每逢寅、午、戌年舉辦   | 安平區                                   |                                               |
| 將軍苓仔寮保濟宮冬至送火王 |      | 民俗 | 2015年7月8日                | 每年                         | 將軍區                                   |                                               |
| 六甲大丘三角頭請佛踅庄     |      | 民俗 | 2015年7月8日                | 每隔6年舉行一次              | 六甲區                                   |                                               |
| 大社荖葉宅公愿祭典         |      | 民俗 | 2016年2月3日                | 每隔10年舉行一次             | 新市區                                   |                                               |
| 忠順聖王會食祖佛酒迎陳聖祖 |      | 民俗 | 2016年2月3日                | 每年農曆2月15日              |                                          |                                               |
| 榴陽王郭氏宗親祭祖大典     |      | 民俗 | 2016年2月3日                | 每年                         |                                          |                                               |
| 安平靈濟殿孤棚祭           |      | 民俗 | 2016年9月26日               | 每年農曆7月9日               | 安平區                                   |                                               |
| 新化大坑尾擔飯擔           |      | 民俗 | 2016年9月26日               | 每隔3年舉行一次              | 新化區                                   |                                               |
| 安定保安宮直加弄香         |      | 民俗 | 2017年12月11日              | 每隔辰、未、戌、丑年農曆11月 | 安定區                                   |                                               |
| 土城仔迎春牛               |      | 民俗 | 2017年12月11日              | 每年元宵節前後               | 安南區                                   |                                               |
| 溪頂寮保安宮火王科醮       |      | 民俗 | 2018年11月20日              | 每隔3年舉行一次              | 安南區                                   |                                               |
| 安平鎮城隍廟公普           |      | 民俗 | 2018年11月20日              | 每年                         | 安平區                                   |                                               |
| 西港玉勅慶安宮王府行儀     |      | 民俗 | 2019年4月8日                | 每隔3年舉行一次              | 西港區                                   |                                               |
| 保西代天府王醮暨遶境       |      | 民俗 | 2019年4月8日                | 每隔12年舉行一次             |                                          |                                               |
| 土城蚵寮角宋江白鶴陣       |      | 民俗 | 2019年12月9日               |                              |                                          |                                               |
| 後壁崁頂放火馬             |      | 民俗 | 2020年7月27日               | 每年                         | 後壁區                                   |                                               |
| 喜樹萬皇宮龜醮             |      | 民俗 | 2021年2月9日                | 每年                         | 南區                                     | （页面存档备份，存于）                        |
| 柳營王醮                   |      | 民俗 | 2022年11月17日              | 每隔3年舉行一次              |                                          |                                               |
| 府城縣城隍夜巡             |      | 民俗 | 2022年11月17日              | 每年農曆7月後                |                                          |                                               |

## 保存技術及保存者
| 名稱                     | 照片 | 級別                 | 公告日期       | 所在地 | 參考                   |
| ------------------------ | ---- | -------------------- | -------------- | ------ | ---------------------- |
| 剪黏泥塑技術（王保原）   |      | 重要保存技術及保存者 | 2011年5月26日  | 佳里區 | （页面存档备份，存于） |
| 大木作技術（許漢珍）     |      | 重要保存技術及保存者 | 2014年10月14日 | 東區   | （页面存档备份，存于） |
| 剪黏技術（呂興貴）       |      | 保存技術及保存者     | 2017年10月12日 | 關廟區 | （页面存档备份，存于） |
| 大木作（吳權坤）         |      | 保存技術及保存者     | 2020年10月28日 | 台南市 |                        |
| 大木作（陳天平）         |      | 保存技術及保存者     | 2020年10月29日 | 台南市 |                        |
| 泥作（呂新義）           |      | 保存技術及保存者     | 2020年10月29日 | 台南市 | （页面存档备份，存于） |
| 剪黏泥塑（王武雄）       |      | 保存技術及保存者     | 2020年10月29日 | 台南市 |                        |
| 王船建造與修復（陳金龍） |      | 保存技術及保存者     | 2020年10月29日 | 台南市 |                        |
| 藝閣(梁添發)             |      | 保存技術及保存者     | 2022年11月3日  | 台南市 | （页面存档备份，存于） |
| 藝閣(吳震星)             |      | 保存技術及保存者     | 2022年11月3日  | 台南市 |                        |

## 已撤銷之文化資產
| 名稱             | 照片 | 原公告日期     | 撤銷前類別 | 位置                     | 備註                                                                                      | 參考     |
| ---------------- | ---- | -------------- | ---------- | ------------------------ | ----------------------------------------------------------------------------------------- | -------- |
| 關帝廳           |      | 1985年11月27日 | 三級古蹟   | 東區                     | 1989年8月18日撤銷，原因是舊有建築已經全改為鋼筋混擬土建築，且外貌失去古味，古蹟價值已失。 | [ 3 ]    |
| 鶯料理           |      | 2005年8月22日  | 市定古蹟   | 中西區，原臺南測候所附近 | 2006年6月撤銷，2008年主體建築被颱風摧毀，僅剩部分遺跡，現已修復                           |          |
| 七股臺區鹽警槍樓 |      | 2009年8月24日  | 歷史建築   | 七股區鹽埕里北郊         | 於2010年甲仙地震震毀                                                                      | [ 永久 ] |

## 資料來源
1. ↑  傅朝卿. . 台南市: 台灣建築與文化資產出版社. 2001年11月. ISBN 957-30880-4-5.
2. 1 2 3 4  李宜. . 中國時報. 2021-02-04.
3. ↑  . 國立文化資產保存研究中心籌備處. 2003年6月: 628頁. ISBN 957-01-4259-6.

## 外部連結
- 文化資產綜合查詢，文化部文化資產局